# ریک برگ
ریچارد آلن برگ (Richard Alan Berg) (متولد ۱۶ اوت ۱۹۵۹)، بازرگان و سیاستمدار آمریکایی است که از سال ۲۰۱۱ تا سال ۲۰۱۳ به‌عنوان نمایندهٔ مجلس نمایندگان ایالات متحده برای حوزهٔ انتخابیهٔ کلی داکوتای شمالی خدمت کرد. برگ در کمیتهٔ امکانات مالی مجلس نمایندگان خدمت کرد. برگ عضو حزب جمهوری‌خواه است. قبل از  انتخابش در کنگره در سال ۲۰۱۰، در مجلس نمایندگان ایالتی داکوتای شمالی خدمت کرد و رهبر اکثریت و رئیس این مجلس بود. در ۱۶ ماه مه سال ۲۰۱۱، کاندیداتوری خود را برای کرسی مجلس سنای ایالات متحده که توسط کنت کنراد، نماینده آن زمان دموکرات خالی شده بود، اعلام کرد اما با تفاوتی اندکی در ۶ نوامبر سال ۲۰۱۲ در برابر هایدی هایتکمپ شکست خورد.

## اوان زندگی و آموزش
برگ در مادوک تولد شد و در یک مزرعه در شهر هتینگر بزرگ شد. پدر برگ، دامپزشک حیوانات بزرگ و مادرش نویسنده بود. پدربزرگ برگ از نروژ به ایالات متحده مهاجرت کرده بود.
برگ از دبیرستان هتینگر فارغ شد. وی یک بورسیه تحصیلی در کشتی‌گیری در کالج علوم ایالتی داکوتای شمالی دریافت کرد. به مدت یک سال در آن کالج تحصیل کرد و سپس به دانشگاه ایالتی داکوتای شمالی تبدیل شد و با کسب مدرک کارشناسی اقتصاد کشاورزی از این دانشگاه فارغ شد.

## حرفهٔ اولیه
در سال ۱۹۸۲ پس از فراغت از کالج، برگ همراه با سایر شرکای خود، شرکت مدیریت میدوست (که در سال ۱۹۹۴ به شرکت مدیریت املاک گولدمارک تغییر نام یافت)، یک شرکت مدیریت املاک در فارگو را تأسیس کردند. در سال ۱۹۸۷ از شرکت فوق‌الذکر جدا شد و به یک شرکت بازرگانی وابسته به املاک زیر شاخهٔ مستقل شرکت میدوست، انتقال کرد. در سال ۱۹۹۶ همراه با سایر شرکای پیشین خود در شرکت میدوست، شرکت بازرگانی گولد مارک را تأسیس کردند، این شرکت از آن زمان به شرکت املاک بازرگانی گولدمارک شلوسمن تغییر نام یافت.

### مجلس نمایندگان داکوتای شمالی

#### انتخابات‌ها
برگ برای نخستین بار در ۱۹۸۴ از حوزهٔ انتخابیهٔ دهم مجلس واقع فارگو، کاندید عضویت در مجلس نمایندگان داکوتای شمالی شد. برگ برنده انتخابات شد و پس از آن الی زمان کاندیداتوری در کنگره در سال ۲۰۱۰، هر چهار سال یک بار در آن مجلس انتخاب شد.
در سال ۲۰۰۲ پس از حوزه‌بندی مجدد، از حوزهٔ انتخابیه چهل و پنجم که جدیداً ایجاد شده بود کاندید شد و با کسب ۳۱ درصد آرا برنده شد. در سال ۲۰۰۶ با کسب ۲۸ درصد آرا، برندهٔ انتخابات مجدد شد.

#### دوران تصدی
برگ در سال ۱۹۹۱ رئیس انجمن حزبی جمهوری‌خواهان در مجلس شد. در سال ۱۹۹۳، مدت کوتاهی رئیس مجلس بود. در سال ۲۰۰۳ رهبر اکثریت مجلس شد.
به‌عنوان رئیس مجلس، سیستم تأمین بودجه آموزشی جنجالی را به هدف عادلانه تر سازی پرداخت‌ها، به مجلس پیشنهاد کرد.
برگ از برنامهٔ رئیس‌جمهور جورج دبلیو بوش مبنی بر خصوصی‌سازی مقطعی تأمین اجتماعی از طریق حساب‌های خصوصی در سال ۲۰۰۵، حمایت کرد.
برگ در سال ۲۰۰۷، بر لایحه ۱۴۸۹ مجلس نمایندگان داکوتای شمالی رای مثبت داد، در این لایحه پیشنهاد شده بود که سقط جنین حتی در موارد تجاوز جنسی و زنای با محرم در طبقه AA جنایت قرار گیرد.
در سال ۲۰۰۹، به دریافت جایزه قانون‌گذار سال شواری نفت و جایزه داکوتای شمالی بزرگ اتاق بازرگانی داکوتای شمالی مفتخر گردید.

## مجلس نمایندگان ایالات متحده

### انتخابات
برگ در ۲۰ ژانویه سال ۲۰۱۰ رسماً اعلام کرد که در تلاش پشتیبانی حزب جمهوری‌خواه ایالات متحده (GOP) از کاندیداتوریش در مجلس نمایندگان ایالات متحده است. برگ در ماه مارس سال ۲۰۱۰، در کنوانسیون ایالتی حزب جمهوری‌خواه برندهٔ نامزدی حزب جمهوری‌خواه شد تا بر سر کرسی کلی ایالتی در مجلس نمایندگان ایالات متحده، با ارل پومروی، نماینده آن زمان دموکرات به رقابت بپردازد. در انتخابات عمومی، برگ با کسب ۵۵ درصد آرا نماینده آن زمان جمهوری‌خوه را شکست داد و نمایندهٔ حوزهٔ انتخابیهٔ کلی داکوتای شمالی در مجلس نمایندگان ایالات متحده شد. در زمان انتخابش در کنگره، برگ سیزدهمین عضو ثروتمند کنگره بود.
بزرگ‌ترین کمک کنندهٔ کمپین برگ، شرکت مدیریت املاک گولدمارک بود. برگ از سال ۱۹۸۱ تا سال ۲۰۱۱ در شرکت گولدمارک کار کرد و در سال ۲۰۰۵ به سمت معاون ارشد خدمات املاک بازرگانی گولدمارک شلوسمن ارتقا بافت.

#### دوران تصدی
برگ به بودجه پال رایان رای مثبت داد، این سند بودجه، بیمهٔ بهداشتی سالمندان و بیمهٔ بهداشتی مستمندان را مجدداً تنظیم کرده بود.
برگ از متمم بودجه متوازن قانون اساسی سرسختانه حمایت کرد.
وی به قانون ملی حمل متقابل، رای مثبت داد و به‌خاطر موضع اش در رابطه با حقوق اسلحه، درجات «A» و «A+» را از صندوق پیروزی سیاسی انجمن ملی سلاح دریافت کرد.
برگ با تقریباً ۶۰ عضو دیگر کنگره پیوست و نامهٔ را به کمیتهٔ منتخب کاهش کسری فرستادند که در آن نامه از اعضای کمیته خواسته شده بود که بودجه برنامه بیمارستان دسترسی بحرانی (CAH) را کاهش ندهند. برنامهٔ (CAH) به بیمارستان‌های روستایی کمک فراهم می‌نماید. ۳۶ برنامهٔ CAH در داکوتای شمالی وجود دارد، از آن‌جمله یکی آن در شهر هتینگر در زادگاه برگ موقعیت دارد.
برگ به لایحه محدود سازی مقررات سازمان حفاظت از محیط زیست ایالات متحده رای مثبت داد و اظهار داشت: «می‌دانیم که بیش از حد گستردن مقررات دولتی، آسیب‌های زیان‌باری بر بازرگانی‌های کوچک ما و توانایی آن‌ها برای خلق شغل، در داکوتای شمالی دارد». برگ همچنین حفاری نفت در زمین‌های فدرال از جمله پارک ملی تئودور روزولت مربوط داکوتای شمالی را به‌عنوان راهی برای تأمین بودجه تأمین اجتماعی، پیشنهاد کرد. در سال ۲۰۰۹، به‌خاطر حمایتش از منافع بازرگانی، جایزه بزرگ داکوتای شمالی توسط اتاق تجارت داکوتای شمالی به وی تفویض گردید.
برگ مخالف سقط جنین است و به لایحهٔ ممنوعیت استفاده از بودجه فدرال به‌منظور تأمین مالی برنامه‌های مراقبت‌های بهداشتی سقط جنین را تحت پوشش قرار می‌دهد، رای مثبت داد. برگ عضو انجمن نیایش کنگره است.
که برگ مخالف ازدواج با همجنس است.

## انتخابات سال ۲۰۱۲ مجلس سنای ایالات متحده
در ۱۶ مه سال ۲۰۱۱ برگ اعلام کرد که برای کرسی مجلس سنای ایالات متحده که توسط کنت کنراد، نماینده آن زمان دموکرات خالی شده بود، کاندید می‌کند.
نتایج شب انتخابات نشان داد که برگ با کسب ۲۹۳۶ رای انتخابات را به هایدی هایتکمپ، دادستان کل پیشین ایالت باخته‌است. از آن‌جائی‌که اختلاف رای کمتر از ۱ درصد آرای ریخته شده به صندوق‌ها بود، برگ در همان لحظه شکست خود را نپذیرفت. اما با این وجود برگ در روز بعد پیروزی رقیب دموکرات خود را تصدیق کرد.